# EBioMedicine
eBioMedicine è una rivista medica ad accesso aperto e sottoposta a revisione paritaria. Lanciata inizialmente dalla Elsevier, poco dopo è stata supportata dalla Cell Press e The Lancet, e nel 2018 incorporata nella famiglia di riviste di quest'ultima testata, in occasione della nascita della sua rivista gemella eClinicalMedicine (fattore di impatto pari a 9,6), anch'essa pubblicata da The Lancet.
Nel gennaio 2022 eBioMedicine ed eClinicalMedicine sono entrate a far parte di THE LANCET Discovery Science, una serie di riviste ad accesso aperto dedicate alle evidenze mediche.
Gli abstract e gli articoli sono indicizzati da: Index Medicus/MEDLINE/PubMed.